# Dames (film, 1934)

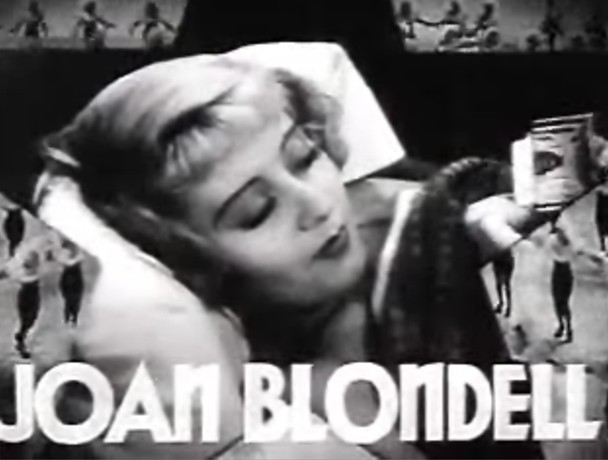
Joan Blondell dans le générique de Dames

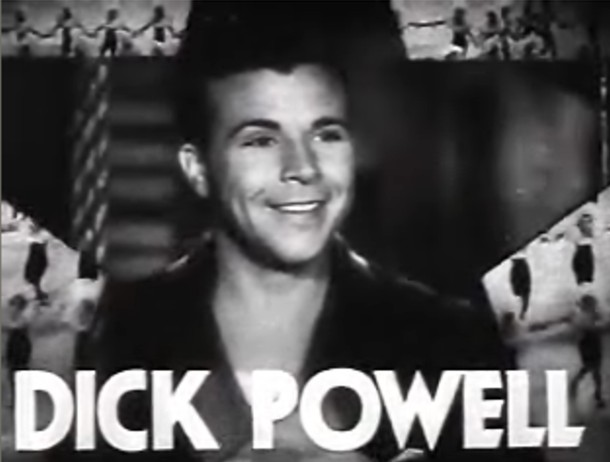
Dick Powell.

Dames (Dames) est une comédie musicale américain réalisé par Ray Enright et Busby Berkeley, sorti en 1934.

## Synopsis
Un milliardaire puritain et son cousin tentent de compromettre une toute nouvelle production de Broadway mise en scène par un de leurs parents éloignés.

## Fiche technique
- Titre original : Dames
- Réalisation : Ray Enright et Busby Berkeley
- Scénario : Robert Lord et Delmer Daves
- Production : Hal B. Wallis (délégué)
- Société de production : Warner Bros. Pictures
- Musique : Heinz Roemheld
- Photographie : George Barnes, Sidney Hickox et Sol Polito
- Montage : Harold McLernon
- Costumes : Orry-Kelly
- Pays de production :  États-Unis
- Durée : 91 minutes (1h31)
- Format : noir et blanc
- Date de sortie : 
  - États-Unis : 16 août 1934

## Distribution
- Joan Blondell : Mabel Anderson
- Dick Powell : James 'Jimmy' Higgens
- Ruby Keeler : Barbara Hemingway, aka Joan Grey
- Zasu Pitts : Matilda Ounce Hemingway
- Guy Kibbee : Horace Peter Hemingway
- Hugh Herbert : Ezra Ounce
- Arthur Vinton : Bulger, garde du corps de Ounce
- Phil Regan : Johnny Harris, parolier
- Arthur Aylesworth : Conducteur du train
- Johnny Arthur : Billings, secrétaire de Ounce
- Leila Bennett : Laura, servante de Matilda
- Berton Churchill : Harold Ellsworthy Todd
- Leo White : Le joueur de violon du Ferry

## Chansons
- I Only Have Eyes for You